# Wereldkampioenschap voetbal 2022 (kwalificatie CONMEBOL)

Gekwalificeerd
Uitgeschakeld
Geen CONMEBOL-lid

Namens de Zuid-Amerikaanse voetbalbond CONMEBOL deden 10 landen mee om zich te kwalificeren voor het wereldkampioenschap voetbal 2022 in Qatar. Vier landen uit Amerika plaatsten zich uiteindelijk voor dit hoofdtoernooi.

## Format
Hetzelfde format als de zes voorgaande toernooien, alle tien landen kwamen bij elkaar in één groep en speelden twee keer tegen elkaar (een uit- en thuiswedstrijd). De vier landen die bovenaan eindigden kwalificeerden zich voor het hoofdtoernooi. Het land dat vijfde eindigde speelde een intercontinentale play-off. Een loting bepaalde de volgorde van de wedstrijden, die op 17 december 2019 plaatsvond in het Bourbon Asunción Convention Hotel in Luque, Paraguay.

## Data
De wedstrijden werden tussen 8 oktober 2020 en 29 maart 2022 gespeeld. De eerste twee wedstrijddagen zouden worden gespeeld in maart 2020, vanwege de coronapandemie werden deze wedstrijden echter afgelast. De FIFA maakte in juli 2020 bekend dat de kwalificatie in oktober 2020 zal beginnen en dat het toernooi eindigt in maart 2022. Op 6 maart 2021 werd bekend dat de wedstrijden die gepland stonden voor later die maand uitgesteld worden. De reden hiervoor zijn de reisbeperkingen die werden veroorzaakt door de coronapandemie. De uitgestelde wedstrijden werden in september en oktober 2021 ingehaald, nadat de FIFA het verzoek van de CONMEBOL accepteerde om drie speeldagen achter elkaar in te plannen in zowel september als oktober van dat jaar. Wedstrijddag 5 werd tussen de wedstrijddagen 11 en 12 ingehaald en wedstrijddag 6 werd tussen wedstrijddagen 9 en 10 ingehaald.
| Wedstrijddag   | Datum            |
| -------------- | ---------------- |
| Wedstrijddag 1 | 8 oktober 2020   |
| Wedstrijddag 2 | 13 oktober 2020  |
| Wedstrijddag 3 | 12 november 2020 |
| Wedstrijddag 4 | 17 november 2020 |

| Wedstrijddag    | Datum                             |
| --------------- | --------------------------------- |
| Wedstrijddag 5  | 25 maart 2021 10 oktober 2021     |
| Wedstrijddag 6  | 30 maart 2021 5 september 2021    |
| Wedstrijddag 7  | 3 juni 2021                       |
| Wedstrijddag 8  | 8 juni 2021                       |
| Wedstrijddag 9  | 2 september 2021                  |
| Wedstrijddag 10 | 7 september 2021 9 september 2021 |
| Wedstrijddag 11 | 7 oktober 2021                    |
| Wedstrijddag 12 | 12 oktober 2021 14 oktober 2021   |
| Wedstrijddag 13 | 11 november 2021                  |
| Wedstrijddag 14 | 16 november 2021                  |

| Wedstrijddag    | Datum           |
| --------------- | --------------- |
| Wedstrijddag 15 | 27 januari 2022 |
| Wedstrijddag 16 | 1 februari 2022 |
| Wedstrijddag 17 | 24 maart 2022   |
| Wedstrijddag 18 | 29 maart 2022   |

## Gekwalificeerde landen
| FIFA-lid   | Kwalificatie       | Kwal. datum | Aantal dln. (incl. 2022) | Eerste dln. | Laatste dln. | Dln. op rij | Titels (excl. 2022) | Beste prestatie                               |
| ---------- | ------------------ | ----------- | ------------------------ | ----------- | ------------ | ----------- | ------------------- | --------------------------------------------- |
| Brazilië   | 1e in kwalificatie | 11/11/2021  | 22                       | 1930        | 2018         | 22          | 5                   | Wereldkampioen (1958, 1962, 1970, 1994, 2002) |
| Argentinië | 2e in kwalificatie | 16/11/2021  | 18                       | 1930        | 2018         | 13          | 2                   | Wereldkampioen (1978, 1986)                   |
| Ecuador    | 3e in kwalificatie | 24/03/2022  | 4                        | 2002        | 2014         | 1           | 0                   | Kwartfinale (2006)                            |
| Uruguay    | 4e in kwalificatie | 24/03/2022  | 14                       | 1930        | 2018         | 4           | 2                   | Wereldkampioen (1930, 1950)                   |

## Stand
| Pos | Team       | Wed | W  | G | V  | Ptn | DV | DT | +/− | Kwalificatie                              |       | Vlag van Brazilië | Vlag van Argentinië | Vlag van Uruguay | Vlag van Ecuador | Vlag van Peru | Vlag van Colombia | Vlag van Chili | Vlag van Paraguay | Vlag van Bolivia | Vlag van Venezuela |
| --- | ---------- | --- | -- | - | -- | --- | -- | -- | --- | ----------------------------------------- | ----- | ----------------- | ------------------- | ---------------- | ---------------- | ------------- | ----------------- | -------------- | ----------------- | ---------------- | ------------------ |
| 1   | Brazilië   | 17  | 14 | 3 | 0  | 45  | 40 | 5  | +35 | Geplaatst voor het WK 2022                |       |                   | afg.                | 4 – 1            | 2 – 0            | 2 – 0         | 1 – 0             | 4 – 0          | 4 – 0             | 5 – 0            | 1 – 0              |
| 2   | Argentinië | 17  | 11 | 6 | 0  | 39  | 27 | 8  | +19 | Geplaatst voor het WK 2022                |       | 0 – 0             |                     | 3 – 0            | 1 – 0            | 1 – 0         | 1 – 0             | 1 – 1          | 1 – 1             | 3 – 0            | 3 – 0              |
| 3   | Uruguay    | 18  | 8  | 4 | 6  | 28  | 22 | 22 | 0   | Geplaatst voor het WK 2022                |       | 0 – 2             | 0 – 1               |                  | 1 – 0            | 1 – 0         | 0 – 0             | 2 – 1          | 0 – 0             | 4 – 2            | 4 – 1              |
| 4   | Ecuador    | 18  | 7  | 5 | 6  | 26  | 27 | 19 | +8  | Geplaatst voor het WK 2022                |       | 1 – 1             | 1 – 1               | 4 – 2            |                  | 1 – 2         | 6 – 1             | 0 – 0          | 2 – 0             | 3 – 0            | 1 – 0              |
| 5   | Peru       | 18  | 7  | 3 | 8  | 24  | 19 | 22 | −3  | Geplaatst voor intercontinentale play-off |       | 2 – 4             | 0 – 2               | 1 – 1            | 1 – 1            |               | 0 – 3             | 2 – 0          | 2 – 0             | 3 – 0            | 1 – 0              |
| 6   | Colombia   | 18  | 5  | 8 | 5  | 23  | 20 | 19 | +1  |                                           |       | 0 – 0             | 2 – 2               | 0 – 3            | 0 – 0            | 0 – 1         |                   | 3 – 1          | 0 – 0             | 3 – 0            | 3 – 0              |
| 7   | Chili      | 18  | 5  | 4 | 9  | 19  | 19 | 26 | −7  |                                           | 0 – 1 | 1 – 2             | 0 – 2               | 0 – 2            | 2 – 0            | 2 – 2         |                   | 2 – 0          | 1 – 1             | 3 – 0            |                    |
| 8   | Paraguay   | 18  | 3  | 7 | 8  | 16  | 12 | 26 | −14 |                                           | 0 – 2 | 0 – 0             | 0 – 1               | 3 – 1            | 2 – 2            | 1 – 1         | 0 – 1             |                | 2 – 2             | 2 – 1            |                    |
| 9   | Bolivia    | 18  | 4  | 3 | 11 | 15  | 23 | 42 | −19 |                                           | 0 – 4 | 1 – 2             | 3 – 0               | 2 – 3            | 1 – 0            | 1 – 1         | 2 – 3             | 4 – 0          |                   | 3 – 1            |                    |
| 10  | Venezuela  | 18  | 3  | 1 | 14 | 10  | 14 | 34 | −20 |                                           | 1 – 3 | 1 – 3             | 0 – 0               | 2 – 1            | 1 – 2            | 0 – 1         | 2 – 1             | 0 – 1          | 4 – 1             |                  |                    |

1. ↑  De wedstrijd werd gestaakt nadat Braziliaanse gezondheidsfunctionarissen het veld na 5 minuten betraden bij een 0 – 0 tussenstand, omdat zij vier Argentijnse spelers beschuldigden van het overtreden van de COVID-19-quarantaineregels.[19][20][21] De wedstrijd zou worden overgespeeld op 22 september 2022, maar werd uiteindelijk helemaal afgelast.[22]

## Wedstrijden

### Wedstrijddag 1
|                                                 |                    |         |                   |                                                                                          |
| 8 oktober 2020 «onderlinge duels» 19:30 (UTC−3) | Paraguay           | 2 – 2   | Peru              | Estadio Defensores del Chaco, Asuncion Toeschouwers: 0 Scheidsrechter: Éber Aquino (PAR) |
| 8 oktober 2020 «onderlinge duels» 19:30 (UTC−3) | Á. Romero 66', 81' | Verslag | 52', 85' Carrillo | Estadio Defensores del Chaco, Asuncion Toeschouwers: 0 Scheidsrechter: Éber Aquino (PAR) |

|                                                 |                                  |         |             |                                                                                    |
| 8 oktober 2020 «onderlinge duels» 19:45 (UTC−3) | Uruguay                          | 2 – 1   | Chili       | Estadio Centenario, Montevideo Toeschouwers: 0 Scheidsrechter: Néstor Pitana (ARG) |
| 8 oktober 2020 «onderlinge duels» 19:45 (UTC−3) | L. Suárez 39' (pen.) Gómez 90+3' | Verslag | 54' Sánchez | Estadio Centenario, Montevideo Toeschouwers: 0 Scheidsrechter: Néstor Pitana (ARG) |

|                                                 |                  |         |         |                                                                                              |
| 8 oktober 2020 «onderlinge duels» 21:10 (UTC−3) | Argentinië       | 1 – 0   | Ecuador | Estadio Alberto J. Armando, Buenos Aires Toeschouwers: 0 Scheidsrechter: Roberto Tobar (CHI) |
| 8 oktober 2020 «onderlinge duels» 21:10 (UTC−3) | Messi 13' (pen.) | Verslag |         | Estadio Alberto J. Armando, Buenos Aires Toeschouwers: 0 Scheidsrechter: Roberto Tobar (CHI) |

|                                                 |                              |         |           | |
| 9 oktober 2020 «onderlinge duels» 18:30 (UTC−5) | Colombia                     | 3 – 0   | Venezuela | Estadio Metropolitano Roberto Meléndez, Barranquilla Toeschouwers: 0 Scheidsrechter: Guillermo Guerrero (ECU) |
| 9 oktober 2020 «onderlinge duels» 18:30 (UTC−5) | Zapata 16' Muriel 26', 45+3' | Verslag |           | Estadio Metropolitano Roberto Meléndez, Barranquilla Toeschouwers: 0 Scheidsrechter: Guillermo Guerrero (ECU) |

|                                                 |                                                                  |         |         |                                                                                    |
| 9 oktober 2020 «onderlinge duels» 21:30 (UTC−3) | Brazilië                                                         | 5 – 0   | Bolivia | Arena Corinthians, São Paulo Toeschouwers: 0 Scheidsrechter: Leodán González (URU) |
| 9 oktober 2020 «onderlinge duels» 21:30 (UTC−3) | Marquinhos 16' Firmino 30', 49' Carrasco 66' (e.d.) Coutinho 73' | Verslag |         | Arena Corinthians, São Paulo Toeschouwers: 0 Scheidsrechter: Leodán González (URU) |

### Wedstrijddag 2
|                                                  |            |         |                                |                                                                                 |
| 13 oktober 2020 «onderlinge duels» 16:00 (UTC−4) | Bolivia    | 1 – 2   | Argentinië                     | Estadio Hernando Siles, La Paz Toeschouwers: 0 Scheidsrechter: Diego Haro (PER) |
| 13 oktober 2020 «onderlinge duels» 16:00 (UTC−4) | Moreno 24' | Verslag | 45' La. Martínez 79' J. Correa | Estadio Hernando Siles, La Paz Toeschouwers: 0 Scheidsrechter: Diego Haro (PER) |

|                                                  |                                             |         |                                    |                                                                                        |
| 13 oktober 2020 «onderlinge duels» 16:00 (UTC−5) | Ecuador                                     | 4 – 2   | Uruguay                            | Estadio Rodrigo Paz Delgado, Quito Toeschouwers: 0 Scheidsrechter: Wilmar Roldán (COL) |
| 13 oktober 2020 «onderlinge duels» 16:00 (UTC−5) | M. Caicedo 14' Estrada 45+3', 52' Plata 75' | Verslag | 83' (pen.), 90+5' (pen.) L. Suárez | Estadio Rodrigo Paz Delgado, Quito Toeschouwers: 0 Scheidsrechter: Wilmar Roldán (COL) |

|                                                  |           |         |             |                                                                                            |
| 13 oktober 2020 «onderlinge duels» 18:00 (UTC−4) | Venezuela | 0 – 1   | Paraguay    | Estadio Metropolitano de Mérida, Mérida Toeschouwers: 0 Scheidsrechter: Andrés Rojas (COL) |
| 13 oktober 2020 «onderlinge duels» 18:00 (UTC−4) |           | Verslag | 85' Giménez | Estadio Metropolitano de Mérida, Mérida Toeschouwers: 0 Scheidsrechter: Andrés Rojas (COL) |

|                                                  |                                    |         |                                                      |                                                                             |
| 13 oktober 2020 «onderlinge duels» 19:00 (UTC−5) | Peru                               | 2 – 4   | Brazilië                                             | Estadio Nacional, Lima Toeschouwers: 0 Scheidsrechter: Julio Bascuñán (CHI) |
| 13 oktober 2020 «onderlinge duels» 19:00 (UTC−5) | Carrillo 5' Tapia 59' Zambrano 89' | Verslag | 28' (pen.), 83' (pen.), 90+4' Neymar 64' Richarlison | Estadio Nacional, Lima Toeschouwers: 0 Scheidsrechter: Julio Bascuñán (CHI) |

|                                                  |                              |         |                       |                                                                                |
| 13 oktober 2020 «onderlinge duels» 21:30 (UTC−3) | Chili                        | 2 – 2   | Colombia              | Estadio Nacional, Santiago Toeschouwers: 0 Scheidsrechter: Darío Herrera (ARG) |
| 13 oktober 2020 «onderlinge duels» 21:30 (UTC−3) | Vidal 37' (pen.) Sánchez 41' | Verslag | 6' Lerma 90+1' Falcao | Estadio Nacional, Santiago Toeschouwers: 0 Scheidsrechter: Darío Herrera (ARG) |

### Wedstrijddag 3
|                                                   |                     |         |                                           |                                                                                     |
| 12 november 2020 «onderlinge duels» 16:00 (UTC−4) | Bolivia             | 2 – 3   | Ecuador                                   | Estadio Hernando Siles, La Paz Toeschouwers: 0 Scheidsrechter: Wilton Sampaio (BRA) |
| 12 november 2020 «onderlinge duels» 16:00 (UTC−4) | Arce 37' Moreno 60' | Verslag | 46' B. Caicedo 55' Mena 88' (pen.) Gruezo | Estadio Hernando Siles, La Paz Toeschouwers: 0 Scheidsrechter: Wilton Sampaio (BRA) |

|                                                   |              |         |                      |                                                                                              |
| 12 november 2020 «onderlinge duels» 21:00 (UTC−3) | Argentinië   | 1 – 1   | Paraguay             | Estadio Alberto J. Armando, Buenos Aires Toeschouwers: 0 Scheidsrechter: Raphael Claus (BRA) |
| 12 november 2020 «onderlinge duels» 21:00 (UTC−3) | González 41' | Verslag | 21' (pen.) Á. Romero | Estadio Alberto J. Armando, Buenos Aires Toeschouwers: 0 Scheidsrechter: Raphael Claus (BRA) |

|                                                   |               |         |                                          | |
| 13 november 2020 «onderlinge duels» 15:30 (UTC−5) | Colombia      | 0 – 3   | Uruguay                                  | Estadio Metropolitano Roberto Meléndez, Barranquilla Toeschouwers: 0 Scheidsrechter: Fernando Rapallini (ARG) |
| 13 november 2020 «onderlinge duels» 15:30 (UTC−5) | Mina 20', 90' | Verslag | 5' Cavani 54' (pen.) L. Suárez 73' Núñez | Estadio Metropolitano Roberto Meléndez, Barranquilla Toeschouwers: 0 Scheidsrechter: Fernando Rapallini (ARG) |

|                                                   |                |         |      |                                                                                                  |
| 13 november 2020 «onderlinge duels» 20:00 (UTC−3) | Chili          | 2 – 0   | Peru | Estadio Julio Martínez Prádanos, Santiago Toeschouwers: 0 Scheidsrechter: Esteban Ostojich (URU) |
| 13 november 2020 «onderlinge duels» 20:00 (UTC−3) | Vidal 19', 34' | Verslag |      | Estadio Julio Martínez Prádanos, Santiago Toeschouwers: 0 Scheidsrechter: Esteban Ostojich (URU) |

|                                                   |             |         |           |                                                                                          |
| 13 november 2020 «onderlinge duels» 21:30 (UTC−3) | Brazilië    | 1 – 0   | Venezuela | Estádio do Morumbi, São Paulo Toeschouwers: 0 Scheidsrechter: Juan Gabriel Benítez (PAR) |
| 13 november 2020 «onderlinge duels» 21:30 (UTC−3) | Firmino 66' | Verslag |           | Estádio do Morumbi, São Paulo Toeschouwers: 0 Scheidsrechter: Juan Gabriel Benítez (PAR) |

### Wedstrijddag 4
|                                                   |                    |         |           |                                                                                            |
| 17 november 2020 «onderlinge duels» 17:00 (UTC−4) | Venezuela          | 2 – 1   | Chili     | Estadio Olímpico de la UCV, Caracas Toeschouwers: 0 Scheidsrechter: Patricio Loustau (ARG) |
| 17 november 2020 «onderlinge duels» 17:00 (UTC−4) | Mago 9' Rondón 81' | Verslag | 15' Vidal | Estadio Olímpico de la UCV, Caracas Toeschouwers: 0 Scheidsrechter: Patricio Loustau (ARG) |

|                                                   |                                                                                 |         |                        |                                                                                           |
| 17 november 2020 «onderlinge duels» 16:00 (UTC−5) | Ecuador                                                                         | 6 – 1   | Colombia               | Estadio Rodrigo Paz Delgado, Quito Toeschouwers: 0 Scheidsrechter: Jesús Valenzuela (VEN) |
| 17 november 2020 «onderlinge duels» 16:00 (UTC−5) | Arboleda 7' Mena 9' Estrada 32' Arreaga 39' Plata 78', 60', 80' Estupiñán 90+1' | Verslag | 45+1' (pen.) Rodríguez | Estadio Rodrigo Paz Delgado, Quito Toeschouwers: 0 Scheidsrechter: Jesús Valenzuela (VEN) |

|                                                   |            |         |                            |                                                                                    |
| 17 november 2020 «onderlinge duels» 20:00 (UTC−3) | Uruguay    | 0 – 2   | Brazilië                   | Estadio Centenario, Montevideo Toeschouwers: 0 Scheidsrechter: Roberto Tobar (CHI) |
| 17 november 2020 «onderlinge duels» 20:00 (UTC−3) | Cavani 71' | Verslag | 33' Arthur 45' Richarlison | Estadio Centenario, Montevideo Toeschouwers: 0 Scheidsrechter: Roberto Tobar (CHI) |

|                                                   |                               |         |                            |                                                                                             |
| 17 november 2020 «onderlinge duels» 20:00 (UTC−3) | Paraguay                      | 2 – 2   | Bolivia                    | Estadio Defensores del Chaco, Asuncion Toeschouwers: 0 Scheidsrechter: Alexis Herrera (VEN) |
| 17 november 2020 «onderlinge duels» 20:00 (UTC−3) | Á. Romero 19' (pen.) Kaku 72' | Verslag | 41' Moreno 45' B. Céspedes | Estadio Defensores del Chaco, Asuncion Toeschouwers: 0 Scheidsrechter: Alexis Herrera (VEN) |

|                                                   |      |         |                               |                                                                            |
| 17 november 2020 «onderlinge duels» 19:30 (UTC−5) | Peru | 0 – 2   | Argentinië                    | Estadio Nacional, Lima Toeschouwers: 0 Scheidsrechter: Wilmar Roldán (COL) |
| 17 november 2020 «onderlinge duels» 19:30 (UTC−5) |      | Verslag | 17' González 28' La. Martínez | Estadio Nacional, Lima Toeschouwers: 0 Scheidsrechter: Wilmar Roldán (COL) |

### Wedstrijddag 7
|                                              |                                 |         |                |                                                                                  |
| 3 juni 2021 «onderlinge duels» 16:00 (UTC−4) | Bolivia                         | 3 – 1   | Venezuela      | Estadio Hernando Siles, La Paz Toeschouwers: 0 Scheidsrechter: Jhon Ospina (COL) |
| 3 juni 2021 «onderlinge duels» 16:00 (UTC−4) | Moreno 5', 83' Di. Bejarano 60' | Verslag | 26' Chancellor | Estadio Hernando Siles, La Paz Toeschouwers: 0 Scheidsrechter: Jhon Ospina (COL) |

|                                              |         |       |          |                                                                                    |
| 3 juni 2021 «onderlinge duels» 19:00 (UTC−4) | Uruguay | 0 – 0 | Paraguay | Estadio Centenario, Montevideo Toeschouwers: 0 Scheidsrechter: Wilmar Roldán (COL) |
| 3 juni 2021 «onderlinge duels» 19:00 (UTC−4) | Verslag |       |          | Estadio Centenario, Montevideo Toeschouwers: 0 Scheidsrechter: Wilmar Roldán (COL) |

|                                              |                  |         |             | |
| 3 juni 2021 «onderlinge duels» 21:00 (UTC−3) | Argentinië       | 1 – 1   | Chili       | Estadio Único Madre de Ciudades, Santiago del Estero Toeschouwers: 0 Scheidsrechter: Jesús Valenzuela (VEN) |
| 3 juni 2021 «onderlinge duels» 21:00 (UTC−3) | Messi 23' (pen.) | Verslag | 36' Sánchez | Estadio Único Madre de Ciudades, Santiago del Estero Toeschouwers: 0 Scheidsrechter: Jesús Valenzuela (VEN) |

|                                              |                 |         |                                       |                                                                             |
| 3 juni 2021 «onderlinge duels» 21:00 (UTC−5) | Peru            | 0 – 3   | Colombia                              | Estadio Nacional, Lima Toeschouwers: 0 Scheidsrechter: Wilton Sampaio (BRA) |
| 3 juni 2021 «onderlinge duels» 21:00 (UTC−5) | Trauco 34', 45' | Verslag | 40' Mina 49' Uribe 55' Díaz 59' Muñoz | Estadio Nacional, Lima Toeschouwers: 0 Scheidsrechter: Wilton Sampaio (BRA) |

|                                              |                                     |         |         |                                                                                      |
| 4 juni 2021 «onderlinge duels» 21:30 (UTC−3) | Brazilië                            | 2 – 0   | Ecuador | Estádio Beira-Rio, Porto Alegre Toeschouwers: 0 Scheidsrechter: Alexis Herrera (VEN) |
| 4 juni 2021 «onderlinge duels» 21:30 (UTC−3) | Richarlison 65' Neymar 90+4' (pen.) | Verslag |         | Estádio Beira-Rio, Porto Alegre Toeschouwers: 0 Scheidsrechter: Alexis Herrera (VEN) |

### Wedstrijddag 8
|                                              |             |         |                         | |
| 8 juni 2021 «onderlinge duels» 16:00 (UTC−5) | Ecuador     | 1 – 2   | Peru                    | Estadio de Liga Deportiva Universitaria, Quito Toeschouwers: 0 Scheidsrechter: Esteban Ostojich (URU) |
| 8 juni 2021 «onderlinge duels» 16:00 (UTC−5) | Plata 90+3' | Verslag | 63' Cueva 89' Advíncula | Estadio de Liga Deportiva Universitaria, Quito Toeschouwers: 0 Scheidsrechter: Esteban Ostojich (URU) |

|                                              |           |       |         |                                                                                            |
| 8 juni 2021 «onderlinge duels» 18:30 (UTC−4) | Venezuela | 0 – 0 | Uruguay | Estadio Olímpico de la UCV, Caracas Toeschouwers: 0 Scheidsrechter: Anderson Daronco (BRA) |
| 8 juni 2021 «onderlinge duels» 18:30 (UTC−4) | Verslag   |       |         | Estadio Olímpico de la UCV, Caracas Toeschouwers: 0 Scheidsrechter: Anderson Daronco (BRA) |

|                                              |                               |         |                      | |
| 8 juni 2021 «onderlinge duels» 18:00 (UTC−5) | Colombia                      | 2 – 2   | Argentinië           | Estadio Metropolitano Roberto Meléndez, Barranquilla Toeschouwers: 10.000 Scheidsrechter: Roberto Tobar (CHI) |
| 8 juni 2021 «onderlinge duels» 18:00 (UTC−5) | Muriel 51' (pen.) Borja 90+4' | Verslag | 3' Romero 8' Paredes | Estadio Metropolitano Roberto Meléndez, Barranquilla Toeschouwers: 10.000 Scheidsrechter: Roberto Tobar (CHI) |

|                                              |          |         |                         |                                                                                               |
| 8 juni 2021 «onderlinge duels» 20:30 (UTC−4) | Paraguay | 0 – 2   | Brazilië                | Estadio Defensores del Chaco, Asuncion Toeschouwers: 0 Scheidsrechter: Patricio Loustau (ARG) |
| 8 juni 2021 «onderlinge duels» 20:30 (UTC−4) |          | Verslag | 4' Neymar 90+3' Paquetá | Estadio Defensores del Chaco, Asuncion Toeschouwers: 0 Scheidsrechter: Patricio Loustau (ARG) |

|                                              |            |         |                   |                                                                              |
| 8 juni 2021 «onderlinge duels» 21:30 (UTC−4) | Chili      | 1 – 1   | Bolivia           | Estadio Nacional, Santiago Toeschouwers: 0 Scheidsrechter: Eber Aquino (PAR) |
| 8 juni 2021 «onderlinge duels» 21:30 (UTC−4) | Pulgar 69' | Verslag | 81' (pen.) Moreno | Estadio Nacional, Santiago Toeschouwers: 0 Scheidsrechter: Eber Aquino (PAR) |

### Wedstrijddag 9
|                                                   |                                    |         |              |                                                                                          |
| 2 september 2021 «onderlinge duels» 16:00 (UTC−4) | Bolivia                            | 1 – 1   | Colombia     | Estadio Hernando Siles, La Paz Toeschouwers: 15.000 Scheidsrechter: Alexis Herrera (VEN) |
| 2 september 2021 «onderlinge duels» 16:00 (UTC−4) | Saucedo 83' Algarañaz 90+5', 90+7' | Verslag | 69' Martínez | Estadio Hernando Siles, La Paz Toeschouwers: 15.000 Scheidsrechter: Alexis Herrera (VEN) |

|                                                   |                          |         |          | |
| 2 september 2021 «onderlinge duels» 16:00 (UTC−5) | Ecuador                  | 2 – 0   | Paraguay | Estadio de Liga Deportiva Universitaria, Quito Toeschouwers: 12.000 Scheidsrechter: Andrés Matonte (URU) |
| 2 september 2021 «onderlinge duels» 16:00 (UTC−5) | Torres 88' Estrada 90+5' | Verslag |          | Estadio de Liga Deportiva Universitaria, Quito Toeschouwers: 12.000 Scheidsrechter: Andrés Matonte (URU) |

|                                                   |                                      |         |                                                |                                                                                               |
| 2 september 2021 «onderlinge duels» 20:00 (UTC−4) | Venezuela                            | 1 – 3   | Argentinië                                     | Estadio Olímpico de la UCV, Caracas Toeschouwers: 6.000 Scheidsrechter: Leodán González (URU) |
| 2 september 2021 «onderlinge duels» 20:00 (UTC−4) | A. Martínez 32' Soteldo 90+4' (pen.) | Verslag | 45+2' La. Martínez 71' J. Correa 74' Á. Correa | Estadio Olímpico de la UCV, Caracas Toeschouwers: 6.000 Scheidsrechter: Leodán González (URU) |

|                                                   |           |         |                   |                                                                                |
| 2 september 2021 «onderlinge duels» 20:00 (UTC−5) | Peru      | 1 – 1   | Uruguay           | Estadio Nacional, Lima Toeschouwers: 8.000 Scheidsrechter: Néstor Pitana (ARG) |
| 2 september 2021 «onderlinge duels» 20:00 (UTC−5) | Tapia 25' | Verslag | 29' De Arrascaeta | Estadio Nacional, Lima Toeschouwers: 8.000 Scheidsrechter: Néstor Pitana (ARG) |

|                                                   |       |         |             |                                                                                                   |
| 2 september 2021 «onderlinge duels» 21:00 (UTC−4) | Chili | 0 – 1   | Brazilië    | Estadio Monumental David Arellano, Santiago Toeschouwers: 11.000 Scheidsrechter: Diego Haro (PER) |
| 2 september 2021 «onderlinge duels» 21:00 (UTC−4) |       | Verslag | 64' Ribeiro | Estadio Monumental David Arellano, Santiago Toeschouwers: 11.000 Scheidsrechter: Diego Haro (PER) |

### Wedstrijddag 6
|                                                   |          |          |            |                                                                     |
| 5 september 2021 «onderlinge duels» 16:00 (UTC−3) | Brazilië | Gestaakt | Argentinië | Neo Química Arena, São Paulo Scheidsrechter: Jesús Valenzuela (VEN) |
| 5 september 2021 «onderlinge duels» 16:00 (UTC−3) | Verslag  |          |            | Neo Química Arena, São Paulo Scheidsrechter: Jesús Valenzuela (VEN) |

|                                                   |             |         |       | |
| 5 september 2021 «onderlinge duels» 16:00 (UTC−5) | Ecuador     | 0 – 0   | Chili | Estadio de Liga Deportiva Universitaria, Quito Toeschouwers: 12.000 Scheidsrechter: Facundo Tello (ARG) |
| 5 september 2021 «onderlinge duels» 16:00 (UTC−5) | Sornoza 73' | Verslag |       | Estadio de Liga Deportiva Universitaria, Quito Toeschouwers: 12.000 Scheidsrechter: Facundo Tello (ARG) |

|                                                   |                                                        |         |                        |                                                                                              |
| 5 september 2021 «onderlinge duels» 19:00 (UTC−3) | Uruguay                                                | 4 – 2   | Bolivia                | Estadio Campeón del Siglo, Montevideo Toeschouwers: 15.000 Scheidsrechter: Eber Aquino (PAR) |
| 5 september 2021 «onderlinge duels» 19:00 (UTC−3) | De Arrascaeta 15', 67' (pen.) Valverde 31' Álvarez 47' | Verslag | 59', 84' (pen.) Moreno | Estadio Campeón del Siglo, Montevideo Toeschouwers: 15.000 Scheidsrechter: Eber Aquino (PAR) |

|                                                   |              |         |                     |                                                                                                |
| 5 september 2021 «onderlinge duels» 18:00 (UTC−4) | Paraguay     | 1 – 1   | Colombia            | Estadio Defensores del Chaco, Asuncion Toeschouwers: 7.000 Scheidsrechter: Raphael Claus (BRA) |
| 5 september 2021 «onderlinge duels» 18:00 (UTC−4) | Sanabria 40' | Verslag | 53' (pen.) Cuadrado | Estadio Defensores del Chaco, Asuncion Toeschouwers: 7.000 Scheidsrechter: Raphael Claus (BRA) |

|                                                   |           |         |                 |                                                                                     |
| 5 september 2021 «onderlinge duels» 20:00 (UTC−5) | Peru      | 1 – 0   | Venezuela       | Estadio Nacional, Lima Toeschouwers: 8.000 Scheidsrechter: Guillermo Guerrero (ECU) |
| 5 september 2021 «onderlinge duels» 20:00 (UTC−5) | Cueva 35' | Verslag | 28', 38' Rincón | Estadio Nacional, Lima Toeschouwers: 8.000 Scheidsrechter: Guillermo Guerrero (ECU) |

### Wedstrijddag 10
|                                                   |               |         |         |                                                                                                   |
| 9 september 2021 «onderlinge duels» 19:30 (UTC−3) | Uruguay       | 1 – 0   | Ecuador | Estadio Campeón del Siglo, Montevideo Toeschouwers: 15.000 Scheidsrechter: Anderson Daronco (BRA) |
| 9 september 2021 «onderlinge duels» 19:30 (UTC−3) | Pereiro 90+2' | Verslag |         | Estadio Campeón del Siglo, Montevideo Toeschouwers: 15.000 Scheidsrechter: Anderson Daronco (BRA) |

|                                                   |                         |         |                |                                                                                                |
| 9 september 2021 «onderlinge duels» 18:30 (UTC−4) | Paraguay                | 2 – 1   | Venezuela      | Estadio Defensores del Chaco, Asuncion Toeschouwers: 5.000 Scheidsrechter: Roberto Tobar (CHI) |
| 9 september 2021 «onderlinge duels» 18:30 (UTC−4) | H. Martínez 7' Kaku 46' | Verslag | 90' Chancellor | Estadio Defensores del Chaco, Asuncion Toeschouwers: 5.000 Scheidsrechter: Roberto Tobar (CHI) |

|                                                   |                                |         |             | |
| 9 september 2021 «onderlinge duels» 18:00 (UTC−5) | Colombia                       | 3 – 1   | Chili       | Estadio Metropolitano Roberto Meléndez, Barranquilla Toeschouwers: 23.500 Scheidsrechter: Andrés Cunha (URU) |
| 9 september 2021 «onderlinge duels» 18:00 (UTC−5) | Borja 19' (pen.), 20' Díaz 74' | Verslag | 56' Meneses | Estadio Metropolitano Roberto Meléndez, Barranquilla Toeschouwers: 23.500 Scheidsrechter: Andrés Cunha (URU) |

|                                                   |                     |         |         | |
| 9 september 2021 «onderlinge duels» 20:30 (UTC−3) | Argentinië          | 3 – 0   | Bolivia | Estadio Monumental Antonio Vespucio Liberti, Buenos Aires Toeschouwers: 17.000 Scheidsrechter: Kevin Ortega (PER) |
| 9 september 2021 «onderlinge duels» 20:30 (UTC−3) | Messi 14', 64', 88' | Verslag |         | Estadio Monumental Antonio Vespucio Liberti, Buenos Aires Toeschouwers: 17.000 Scheidsrechter: Kevin Ortega (PER) |

|                                                   |                        |         |      |                                                                                               |
| 9 september 2021 «onderlinge duels» 21:30 (UTC−3) | Brazilië               | 2 – 0   | Peru | Arena de Pernambuco, São Lourenço da Mata Toeschouwers: 0 Scheidsrechter: Wilmar Roldán (COL) |
| 9 september 2021 «onderlinge duels» 21:30 (UTC−3) | Ribeiro 15' Neymar 40' | Verslag |      | Arena de Pernambuco, São Lourenço da Mata Toeschouwers: 0 Scheidsrechter: Wilmar Roldán (COL) |

### Wedstrijddag 11
|                                                 |         |       |          | |
| 7 oktober 2021 «onderlinge duels» 20:00 (UTC−3) | Uruguay | 0 – 0 | Colombia | Estadio Gran Parque Central, Montevideo Toeschouwers: 18.000 Scheidsrechter: Jesús Valenzuela (VEN) |
| 7 oktober 2021 «onderlinge duels» 20:00 (UTC−3) | Verslag |       |          | Estadio Gran Parque Central, Montevideo Toeschouwers: 18.000 Scheidsrechter: Jesús Valenzuela (VEN) |

|                                                 |          |       |            | |
| 7 oktober 2021 «onderlinge duels» 20:00 (UTC−3) | Paraguay | 0 – 0 | Argentinië | Estadio Defensores del Chaco, Asuncion Toeschouwers: 34.000 Scheidsrechter: Anderson Daronco (BRA) |
| 7 oktober 2021 «onderlinge duels» 20:00 (UTC−3) | Verslag  |       |            | Estadio Defensores del Chaco, Asuncion Toeschouwers: 34.000 Scheidsrechter: Anderson Daronco (BRA) |

|                                                 |             |         |                                                        |                                                                                            |
| 7 oktober 2021 «onderlinge duels» 19:30 (UTC−4) | Venezuela   | 1 – 3   | Brazilië                                               | Estadio Olímpico de la UCV, Caracas Toeschouwers: 6.000 Scheidsrechter: Kevin Ortega (PER) |
| 7 oktober 2021 «onderlinge duels» 19:30 (UTC−4) | Ramírez 11' | Verslag | 71' Marquinhos 85' (pen.) Gabriel Barbosa 90+5' Antony | Estadio Olímpico de la UCV, Caracas Toeschouwers: 6.000 Scheidsrechter: Kevin Ortega (PER) |

|                                                 |                               |         |         | |
| 7 oktober 2021 «onderlinge duels» 19:30 (UTC−5) | Ecuador                       | 3 – 0   | Bolivia | Estadio Monumental Isidro Romero Carbo, Guayaquil Toeschouwers: 16.000 Scheidsrechter: Wilmar Roldán (COL) |
| 7 oktober 2021 «onderlinge duels» 19:30 (UTC−5) | Estrada 13' Valencia 16', 18' | Verslag |         | Estadio Monumental Isidro Romero Carbo, Guayaquil Toeschouwers: 16.000 Scheidsrechter: Wilmar Roldán (COL) |

|                                                 |                    |         |       |                                                                                     |
| 7 oktober 2021 «onderlinge duels» 20:00 (UTC−5) | Peru               | 2 – 0   | Chili | Estadio Nacional, Lima Toeschouwers: 8.000 Scheidsrechter: Christian Ferreyra (URU) |
| 7 oktober 2021 «onderlinge duels» 20:00 (UTC−5) | Cueva 36' Peña 64' | Verslag |       | Estadio Nacional, Lima Toeschouwers: 8.000 Scheidsrechter: Christian Ferreyra (URU) |

### Wedstrijddag 5
|                                                  |                         |         |      |                                                                                              |
| 10 oktober 2021 «onderlinge duels» 16:00 (UTC−4) | Bolivia                 | 1 – 0   | Peru | Estadio Hernando Siles, La Paz Toeschouwers: 20.000 Scheidsrechter: Guillermo Guerrero (ECU) |
| 10 oktober 2021 «onderlinge duels» 16:00 (UTC−4) | H. Vaca 75' R. Vaca 83' | Verslag |      | Estadio Hernando Siles, La Paz Toeschouwers: 20.000 Scheidsrechter: Guillermo Guerrero (ECU) |

|                                                  |                        |         |                     |                                                                                             |
| 10 oktober 2021 «onderlinge duels» 16:30 (UTC−4) | Venezuela              | 2 – 1   | Ecuador             | Estadio Olímpico de la UCV, Caracas Toeschouwers: 10.000 Scheidsrechter: Andrés Cunha (URU) |
| 10 oktober 2021 «onderlinge duels» 16:30 (UTC−4) | Machís 45+1' Bello 64' | Verslag | 37' (pen.) Valencia | Estadio Olímpico de la UCV, Caracas Toeschouwers: 10.000 Scheidsrechter: Andrés Cunha (URU) |

|                                                  |          |       |          | |
| 10 oktober 2021 «onderlinge duels» 16:00 (UTC−5) | Colombia | 0 – 0 | Brazilië | Estadio Metropolitano Roberto Meléndez, Barranquilla Toeschouwers: 35.000 Scheidsrechter: Patricio Loustau (ARG) |
| 10 oktober 2021 «onderlinge duels» 16:00 (UTC−5) | Verslag  |       |          | Estadio Metropolitano Roberto Meléndez, Barranquilla Toeschouwers: 35.000 Scheidsrechter: Patricio Loustau (ARG) |

|                                                  |                                        |         |         | |
| 10 oktober 2021 «onderlinge duels» 20:30 (UTC−3) | Argentinië                             | 3 – 0   | Uruguay | Estadio Monumental Antonio Vespucio Liberti, Buenos Aires Toeschouwers: 35.000 Scheidsrechter: Roberto Tobar (CHI) |
| 10 oktober 2021 «onderlinge duels» 20:30 (UTC−3) | Messi 38' De Paul 44' La. Martínez 62' | Verslag |         | Estadio Monumental Antonio Vespucio Liberti, Buenos Aires Toeschouwers: 35.000 Scheidsrechter: Roberto Tobar (CHI) |

|                                                  |                                         |         |                   | |
| 10 oktober 2021 «onderlinge duels» 21:00 (UTC−3) | Chili                                   | 2 – 0   | Paraguay          | Estadio San Carlos de Apoquindo, Las Condes Toeschouwers: 10.800 Scheidsrechter: Néstor Pitana (ARG) |
| 10 oktober 2021 «onderlinge duels» 21:00 (UTC−3) | Brereton 69' Isla 72' Aránguiz 83', 89' | Verslag | 23', 74' Alderete | Estadio San Carlos de Apoquindo, Las Condes Toeschouwers: 10.800 Scheidsrechter: Néstor Pitana (ARG) |

### Wedstrijddag 12
|                                                  |                                                       |         |          |                                                                                          |
| 14 oktober 2021 «onderlinge duels» 16:00 (UTC−4) | Bolivia                                               | 4 – 0   | Paraguay | Estadio Hernando Siles, La Paz Toeschouwers: 12.000 Scheidsrechter: Andrés Matonte (URU) |
| 14 oktober 2021 «onderlinge duels» 16:00 (UTC−4) | Ramallo 21' Villarroel 53' Ábrego 84' Fernández 90+4' | Verslag |          | Estadio Hernando Siles, La Paz Toeschouwers: 12.000 Scheidsrechter: Andrés Matonte (URU) |

|                                                  |          |       |         | |
| 14 oktober 2021 «onderlinge duels» 16:00 (UTC−5) | Colombia | 0 – 0 | Ecuador | Estadio Metropolitano Roberto Meléndez, Barranquilla Toeschouwers: 35.000 Scheidsrechter: Diego Haro (PER) |
| 14 oktober 2021 «onderlinge duels» 16:00 (UTC−5) | Verslag  |       |         | Estadio Metropolitano Roberto Meléndez, Barranquilla Toeschouwers: 35.000 Scheidsrechter: Diego Haro (PER) |

|                                                  |                  |         |      | |
| 14 oktober 2021 «onderlinge duels» 20:30 (UTC−3) | Argentinië       | 1 – 0   | Peru | Estadio Monumental Antonio Vespucio Liberti, Buenos Aires Toeschouwers: 36.000 Scheidsrechter: Wilton Sampaio (BRA) |
| 14 oktober 2021 «onderlinge duels» 20:30 (UTC−3) | La. Martínez 43' | Verslag |      | Estadio Monumental Antonio Vespucio Liberti, Buenos Aires Toeschouwers: 36.000 Scheidsrechter: Wilton Sampaio (BRA) |

|                                                  |                              |         |           | |
| 14 oktober 2021 «onderlinge duels» 21:00 (UTC−3) | Chili                        | 3 – 0   | Venezuela | Estadio San Carlos de Apoquindo, Las Condes Toeschouwers: 10.000 Scheidsrechter: Raphael Claus (BRA) |
| 14 oktober 2021 «onderlinge duels» 21:00 (UTC−3) | Pulgar 18', 37' Brereton 73' | Verslag |           | Estadio San Carlos de Apoquindo, Las Condes Toeschouwers: 10.000 Scheidsrechter: Raphael Claus (BRA) |

|                                                  |                                                  |         |               |                                                                                      |
| 14 oktober 2021 «onderlinge duels» 20:30 (UTC−4) | Brazilië                                         | 4 – 1   | Uruguay       | Arena Amazônia, Manaus Toeschouwers: 12.500 Scheidsrechter: Fernando Rapallini (ARG) |
| 14 oktober 2021 «onderlinge duels» 20:30 (UTC−4) | Neymar 10' Raphinha 18', 58' Gabriel Barbosa 83' | Verslag | 77' L. Suárez | Arena Amazônia, Manaus Toeschouwers: 12.500 Scheidsrechter: Fernando Rapallini (ARG) |

### Wedstrijddag 13
|                                                   |              |         |           | |
| 11 november 2021 «onderlinge duels» 16:00 (UTC−5) | Ecuador      | 1 – 0   | Venezuela | Estadio de Liga Deportiva Universitaria, Quito Toeschouwers: 25.000 Scheidsrechter: Christian Ferreyra (URU) |
| 11 november 2021 «onderlinge duels» 16:00 (UTC−5) | Hincapié 41' | Verslag |           | Estadio de Liga Deportiva Universitaria, Quito Toeschouwers: 25.000 Scheidsrechter: Christian Ferreyra (URU) |

|                                                   |          |         |                  | |
| 11 november 2021 «onderlinge duels» 20:00 (UTC−3) | Paraguay | 0 – 1   | Chili            | Estadio Defensores del Chaco, Asuncion Toeschouwers: 42.354 Scheidsrechter: Patricio Loustau (ARG) |
| 11 november 2021 «onderlinge duels» 20:00 (UTC−3) |          | Verslag | 56' (e.d.) Silva | Estadio Defensores del Chaco, Asuncion Toeschouwers: 42.354 Scheidsrechter: Patricio Loustau (ARG) |

|                                                   |             |         |          |                                                                                       |
| 11 november 2021 «onderlinge duels» 21:30 (UTC−3) | Brazilië    | 1 – 0   | Colombia | Neo Química Arena, São Paulo Toeschouwers: 22.800 Scheidsrechter: Roberto Tobar (CHI) |
| 11 november 2021 «onderlinge duels» 21:30 (UTC−3) | Paquetá 72' | Verslag |          | Neo Química Arena, São Paulo Toeschouwers: 22.800 Scheidsrechter: Roberto Tobar (CHI) |

|                                                   |                                |         |         |                                                                               |
| 11 november 2021 «onderlinge duels» 21:00 (UTC−5) | Peru                           | 3 – 0   | Bolivia | Estadio Nacional, Lima Toeschouwers: 10.000 Scheidsrechter: Éber Aquino (PAR) |
| 11 november 2021 «onderlinge duels» 21:00 (UTC−5) | Lapadula 9' Cueva 31' Peña 39' | Verslag |         | Estadio Nacional, Lima Toeschouwers: 10.000 Scheidsrechter: Éber Aquino (PAR) |

|                                                   |         |         |             |                                                                                                 |
| 12 november 2021 «onderlinge duels» 20:00 (UTC−3) | Uruguay | 0 – 1   | Argentinië  | Estadio Campeón del Siglo, Montevideo Toeschouwers: 30.000 Scheidsrechter: Alexis Herrera (VEN) |
| 12 november 2021 «onderlinge duels» 20:00 (UTC−3) |         | Verslag | 7' Di María | Estadio Campeón del Siglo, Montevideo Toeschouwers: 30.000 Scheidsrechter: Alexis Herrera (VEN) |

### Wedstrijddag 14
|                                                   |                                        |         |         |                                                                                         |
| 16 november 2021 «onderlinge duels» 16:00 (UTC−4) | Bolivia                                | 3 – 0   | Uruguay | Estadio Hernando Siles, La Paz Toeschouwers: 7.000 Scheidsrechter: Wilton Sampaio (BRA) |
| 16 november 2021 «onderlinge duels» 16:00 (UTC−4) | Arce 29', 79' Moreno 45' Algarañaz 74' | Verslag |         | Estadio Hernando Siles, La Paz Toeschouwers: 7.000 Scheidsrechter: Wilton Sampaio (BRA) |

|                                                   |            |         |                        | |
| 16 november 2021 «onderlinge duels» 17:00 (UTC−4) | Venezuela  | 1 – 2   | Peru                   | Estadio Olímpico de la UCV, Caracas Toeschouwers: 9.000 Scheidsrechter: Bruno Arleu de Araújo (BRA) |
| 16 november 2021 «onderlinge duels» 17:00 (UTC−4) | Machís 52' | Verslag | 18' Lapadula 65' Cueva | Estadio Olímpico de la UCV, Caracas Toeschouwers: 9.000 Scheidsrechter: Bruno Arleu de Araújo (BRA) |

|                                                   |          |         |               | |
| 16 november 2021 «onderlinge duels» 18:00 (UTC−5) | Colombia | 0 – 0   | Paraguay      | Estadio Metropolitano Roberto Meléndez, Barranquilla Toeschouwers: 44.000 Scheidsrechter: Facundo Tello (ARG) |
| 16 november 2021 «onderlinge duels» 18:00 (UTC−5) |          | Verslag | 5', 84' Cubas | Estadio Metropolitano Roberto Meléndez, Barranquilla Toeschouwers: 44.000 Scheidsrechter: Facundo Tello (ARG) |

|                                                   |            |       |          |                                                                                            |
| 16 november 2021 «onderlinge duels» 20:30 (UTC−3) | Argentinië | 0 – 0 | Brazilië | Estadio del Bicentenario, San Juan Toeschouwers: 25.000 Scheidsrechter: Andrés Cunha (URU) |
| 16 november 2021 «onderlinge duels» 20:30 (UTC−3) | Verslag    |       |          | Estadio del Bicentenario, San Juan Toeschouwers: 25.000 Scheidsrechter: Andrés Cunha (URU) |

|                                                   |           |         |                               | |
| 16 november 2021 «onderlinge duels» 21:15 (UTC−3) | Chili     | 0 – 2   | Ecuador                       | Estadio San Carlos de Apoquindo, Santiago Toeschouwers: 12.000 Scheidsrechter: Fernando Rapallini (ARG) |
| 16 november 2021 «onderlinge duels» 21:15 (UTC−3) | Vidal 14' | Verslag | 9' Estupiñán 90+3' M. Caicedo | Estadio San Carlos de Apoquindo, Santiago Toeschouwers: 12.000 Scheidsrechter: Fernando Rapallini (ARG) |

### Wedstrijddag 15
|                                                  |                          |         |                             |                                                                                             |
| 27 januari 2022 «onderlinge duels» 16:00 (UTC−5) | Ecuador                  | 1 – 1   | Brazilië                    | Estadio Rodrigo Paz Delgado, Quito Toeschouwers: 17.992 Scheidsrechter: Wilmar Roldán (COL) |
| 27 januari 2022 «onderlinge duels» 16:00 (UTC−5) | Domínguez 15' Torres 75' | Verslag | 6' Casemiro 1', 20' Emerson | Estadio Rodrigo Paz Delgado, Quito Toeschouwers: 17.992 Scheidsrechter: Wilmar Roldán (COL) |

|                                                  |                  |         |               |                                                                                                |
| 27 januari 2022 «onderlinge duels» 20:00 (UTC−3) | Paraguay         | 0 – 1   | Uruguay       | Estadio General Pablo Rojas, Asuncion Toeschouwers: 36.000 Scheidsrechter: Darío Herrera (ARG) |
| 27 januari 2022 «onderlinge duels» 20:00 (UTC−3) | Gómez 62', 90+5' | Verslag | 50' L. Suárez | Estadio General Pablo Rojas, Asuncion Toeschouwers: 36.000 Scheidsrechter: Darío Herrera (ARG) |

|                                                  |              |         |                               |                                                                                                |
| 27 januari 2022 «onderlinge duels» 21:15 (UTC−3) | Chili        | 1 – 2   | Argentinië                    | Estadio Zorros del Desierto, Calama Toeschouwers: 8.800 Scheidsrechter: Anderson Daronco (BRA) |
| 27 januari 2022 «onderlinge duels» 21:15 (UTC−3) | Brereton 21' | Verslag | 10' Di María 34' La. Martínez | Estadio Zorros del Desierto, Calama Toeschouwers: 8.800 Scheidsrechter: Anderson Daronco (BRA) |

|                                                  |          |         |            | |
| 28 januari 2022 «onderlinge duels» 16:00 (UTC−5) | Colombia | 0 – 1   | Peru       | Estadio Metropolitano Roberto Meléndez, Barranquilla Toeschouwers: 41.000 Scheidsrechter: Jesús Valenzuela (VEN) |
| 28 januari 2022 «onderlinge duels» 16:00 (UTC−5) |          | Verslag | 85' Flores | Estadio Metropolitano Roberto Meléndez, Barranquilla Toeschouwers: 41.000 Scheidsrechter: Jesús Valenzuela (VEN) |

|                                                  |                                 |         |                            |                                                                                              |
| 28 januari 2022 «onderlinge duels» 18:00 (UTC−4) | Venezuela                       | 4 – 1   | Bolivia                    | Estadio Agustín Tovar, Barinas Toeschouwers: 24.000 Scheidsrechter: Guillermo Guerrero (ECU) |
| 28 januari 2022 «onderlinge duels» 18:00 (UTC−4) | Rondón 24', 34', 67' Machís 55' | Verslag | 38' Miranda 60' Justiniano | Estadio Agustín Tovar, Barinas Toeschouwers: 24.000 Scheidsrechter: Guillermo Guerrero (ECU) |

### Wedstrijddag 16
|                                                  |                        |         |                            |                                                                                          |
| 1 februari 2022 «onderlinge duels» 16:30 (UTC−4) | Bolivia                | 2 – 3   | Chili                      | Estadio Hernando Siles, La Paz Toeschouwers: 28.000 Scheidsrechter: Alexis Herrera (VEN) |
| 1 februari 2022 «onderlinge duels» 16:30 (UTC−4) | Enoumba 37' Moreno 88' | Verslag | 14', 86' Sánchez 77' Núñez | Estadio Hernando Siles, La Paz Toeschouwers: 28.000 Scheidsrechter: Alexis Herrera (VEN) |

|                                                  |                                                                  |         |                  |                                                                                                 |
| 1 februari 2022 «onderlinge duels» 20:00 (UTC−3) | Uruguay                                                          | 4 – 1   | Venezuela        | Estadio Centenario, Montevideo Toeschouwers: 55.000 Scheidsrechter: Bruno Arleu de Araújo (BRA) |
| 1 februari 2022 «onderlinge duels» 20:00 (UTC−3) | Bentancur 1' De Arrascaeta 23' Cavani 45+1' L. Suárez 53' (pen.) | Verslag | 65' Jf. Martínez | Estadio Centenario, Montevideo Toeschouwers: 55.000 Scheidsrechter: Bruno Arleu de Araújo (BRA) |

|                                                  |                  |         |          |                                                                                                |
| 1 februari 2022 «onderlinge duels» 20:30 (UTC−3) | Argentinië       | 1 – 0   | Colombia | Estadio Mario Alberto Kempes, Córdoba Toeschouwers: 50.000 Scheidsrechter: Raphael Claus (BRA) |
| 1 februari 2022 «onderlinge duels» 20:30 (UTC−3) | La. Martínez 29' | Verslag |          | Estadio Mario Alberto Kempes, Córdoba Toeschouwers: 50.000 Scheidsrechter: Raphael Claus (BRA) |

|                                                  |                                                  |         |          |                                                                                   |
| 1 februari 2022 «onderlinge duels» 21:30 (UTC−3) | Brazilië                                         | 4 – 0   | Paraguay | Mineirão, Belo Horizonte Toeschouwers: 32.344 Scheidsrechter: Facundo Tello (ARG) |
| 1 februari 2022 «onderlinge duels» 21:30 (UTC−3) | Raphinha 28' Coutinho 62' Antony 86' Rodrygo 88' | Verslag |          | Mineirão, Belo Horizonte Toeschouwers: 32.344 Scheidsrechter: Facundo Tello (ARG) |

|                                                  |            |         |            |                                                                                  |
| 1 februari 2022 «onderlinge duels» 21:00 (UTC−5) | Peru       | 1 – 1   | Ecuador    | Estadio Nacional, Lima Toeschouwers: 28.000 Scheidsrechter: Wilton Sampaio (BRA) |
| 1 februari 2022 «onderlinge duels» 21:00 (UTC−5) | Flores 69' | Verslag | 2' Estrada | Estadio Nacional, Lima Toeschouwers: 28.000 Scheidsrechter: Wilton Sampaio (BRA) |

### Wedstrijddag 17
|                                                |                   |         |      |                                                                                            |
| 24 maart 2022 «onderlinge duels» 20:30 (UTC−3) | Uruguay           | 1 – 0   | Peru | Estadio Centenario, Montevideo Toeschouwers: 40.000 Scheidsrechter: Anderson Daronco (BRA) |
| 24 maart 2022 «onderlinge duels» 20:30 (UTC−3) | De Arrascaeta 42' | Verslag |      | Estadio Centenario, Montevideo Toeschouwers: 40.000 Scheidsrechter: Anderson Daronco (BRA) |

|                                                |                              |         |         | |
| 24 maart 2022 «onderlinge duels» 18:30 (UTC−5) | Colombia                     | 3 – 0   | Bolivia | Estadio Metropolitano Roberto Meléndez, Barranquilla Toeschouwers: 25.000 Scheidsrechter: Facundo Tello (ARG) |
| 24 maart 2022 «onderlinge duels» 18:30 (UTC−5) | Díaz 39' Borja 72' Uribe 90' | Verslag |         | Estadio Metropolitano Roberto Meléndez, Barranquilla Toeschouwers: 25.000 Scheidsrechter: Facundo Tello (ARG) |

|                                                |                                                                        |         |       |                                                                                   |
| 24 maart 2022 «onderlinge duels» 20:30 (UTC−3) | Brazilië                                                               | 4 – 0   | Chili | Maracanã, Rio de Janeiro Toeschouwers: 69.368 Scheidsrechter: Darío Herrera (ARG) |
| 24 maart 2022 «onderlinge duels» 20:30 (UTC−3) | Neymar 44' (pen.) Vinícius 45+1' Coutinho 72' (pen.) Richarlison 90+1' | Verslag |       | Maracanã, Rio de Janeiro Toeschouwers: 69.368 Scheidsrechter: Darío Herrera (ARG) |

|                                                |                                                                |         |                       | |
| 24 maart 2022 «onderlinge duels» 20:30 (UTC−3) | Paraguay                                                       | 3 – 1   | Ecuador               | Estadio Antonio Aranda, Ciudad del Este Toeschouwers: 10.000 Scheidsrechter: Jesús Valenzuela (VEN) |
| 24 maart 2022 «onderlinge duels» 20:30 (UTC−3) | Morales 10' Hincapié 45+6' (e.d.) Almirón 54' Riveros 39', 88' | Verslag | 85' (pen.) J. Caicedo | Estadio Antonio Aranda, Ciudad del Este Toeschouwers: 10.000 Scheidsrechter: Jesús Valenzuela (VEN) |

|                                                |                                     |         |           |                                                                                                  |
| 25 maart 2022 «onderlinge duels» 20:30 (UTC−3) | Argentinië                          | 3 – 0   | Venezuela | Estadio Alberto J. Armando, Buenos Aires Toeschouwers: 42.000 Scheidsrechter: Kevin Ortega (PER) |
| 25 maart 2022 «onderlinge duels» 20:30 (UTC−3) | González 34' Di María 79' Messi 82' | Verslag |           | Estadio Alberto J. Armando, Buenos Aires Toeschouwers: 42.000 Scheidsrechter: Kevin Ortega (PER) |

### Wedstrijddag 18
|                                                |                       |         |          |                                                                                      |
| 29 maart 2022 «onderlinge duels» 18:30 (UTC−5) | Peru                  | 2 – 0   | Paraguay | Estadio Nacional, Lima Toeschouwers: 40.000 Scheidsrechter: Fernando Rapallini (ARG) |
| 29 maart 2022 «onderlinge duels» 18:30 (UTC−5) | Lapadula 5' Yotún 42' | Verslag |          | Estadio Nacional, Lima Toeschouwers: 40.000 Scheidsrechter: Fernando Rapallini (ARG) |

|                                                |           |         |                        |                                                                             |
| 29 maart 2022 «onderlinge duels» 19:30 (UTC−4) | Venezuela | 0 – 1   | Colombia               | Polideportivo Cachamay, Ciudad Guayana Scheidsrechter: Wilton Sampaio (BRA) |
| 29 maart 2022 «onderlinge duels» 19:30 (UTC−4) |           | Verslag | 45+4' (pen.) Rodríguez | Polideportivo Cachamay, Ciudad Guayana Scheidsrechter: Wilton Sampaio (BRA) |

|                                                |         |         |                                                  |                                                                  |
| 29 maart 2022 «onderlinge duels» 19:30 (UTC−4) | Bolivia | 0 – 4   | Brazilië                                         | Estadio Hernando Siles, La Paz Scheidsrechter: Eber Aquino (PAR) |
| 29 maart 2022 «onderlinge duels» 19:30 (UTC−4) |         | Verslag | 24' Paquetá 45', 90+1' Richarlison 66' Guimarães | Estadio Hernando Siles, La Paz Scheidsrechter: Eber Aquino (PAR) |

|                                                |       |         |                            | |
| 29 maart 2022 «onderlinge duels» 20:30 (UTC−3) | Chili | 0 – 2   | Uruguay                    | Estadio San Carlos de Apoquindo, Las Condes Toeschouwers: 11.000 Scheidsrechter: Patricio Loustau (ARG) |
| 29 maart 2022 «onderlinge duels» 20:30 (UTC−3) |       | Verslag | 79' L. Suárez 90' Valverde | Estadio San Carlos de Apoquindo, Las Condes Toeschouwers: 11.000 Scheidsrechter: Patricio Loustau (ARG) |

|                                                |                |         |             | |
| 29 maart 2022 «onderlinge duels» 18:30 (UTC−5) | Ecuador        | 1 – 1   | Argentinië  | Estadio Monumental Isidro Romero Carbo, Guayaquil Toeschouwers: 59.000 Scheidsrechter: Raphael Claus (BRA) |
| 29 maart 2022 «onderlinge duels» 18:30 (UTC−5) | Valencia 90+3' | Verslag | 24' Álvarez | Estadio Monumental Isidro Romero Carbo, Guayaquil Toeschouwers: 59.000 Scheidsrechter: Raphael Claus (BRA) |

### Overgespeelde wedstrijd van wedstrijddag 6
|                                                    |          |          |            |                              |
| 21 september 2022 «onderlinge duels» 20:00 (UTC−3) | Brazilië | Afgelast | Argentinië | Neo Química Arena, São Paulo |
| 21 september 2022 «onderlinge duels» 20:00 (UTC−3) | Verslag  |          |            | Neo Química Arena, São Paulo |

## Intercontinentale play-off
De nummer vijf van de CONMEBOL-groep vierde ronde speelde tegen de winnaar van de AFC-play-off voor een plaats in de eindronde.
| Team 1    | Res.               | Team 2 |
| --------- | ------------------ | ------ |
| Australië | 0 – 0 (5 – 4 pen.) | Peru   |

|                                               |                                           |              |                                                |                                                                                            |
| 13 juni 2022 «onderlinge duels» 21:00 (UTC+3) | Australië                                 | 0 – 0 (n.v.) | Peru                                           | Ahmed bin Alistadion, Ar Rayyan (Qatar) Toeschouwers: 12.000 Scheidsrechter: Slavko Vinčić |
| 13 juni 2022 «onderlinge duels» 21:00 (UTC+3) | Verslag                                   |              |                                                | Ahmed bin Alistadion, Ar Rayyan (Qatar) Toeschouwers: 12.000 Scheidsrechter: Slavko Vinčić |
| 13 juni 2022 «onderlinge duels» 21:00 (UTC+3) | Strafschoppen                             |              |                                                | Ahmed bin Alistadion, Ar Rayyan (Qatar) Toeschouwers: 12.000 Scheidsrechter: Slavko Vinčić |
| 13 juni 2022 «onderlinge duels» 21:00 (UTC+3) | Boyle Mooy Goodwin Hrustić Maclaren Mabil | 5 – 4        | Lapadula Callens Advíncula Tapia Flores Valera | Ahmed bin Alistadion, Ar Rayyan (Qatar) Toeschouwers: 12.000 Scheidsrechter: Slavko Vinčić |

## Doelpuntenmakers
10 doelpunten
- Marcelo Moreno

8 doelpunten
- Neymar
- Luis Suárez

7 doelpunten
- Lautaro Martínez
- Lionel Messi

6 doelpunten
- Richarlison
- Michael Estrada

5 doelpunten
- Alexis Sánchez
- Christian Cueva
- Giorgian De Arrascaeta

4 doelpunten
- Arturo Vidal
- Miguel Borja
- Enner Valencia
- Ángel Romero
- Salomón Rondón

3 doelpunten
- Ángel Di María
- Nicolás González
- Juan Carlos Arce
- Philippe Coutinho
- Roberto Firmino
- Lucas Paquetá
- Raphinha
- Ben Brereton
- Erick Pulgar
- Luis Díaz
- Luis Muriel
- Gonzalo Plata
- André Carrillo
- Gianluca Lapadula
- Darwin Machís

2 doelpunten
- Joaquín Correa
- Antony
- Gabriel Barbosa
- Marquinhos
- Everton Ribeiro
- James Rodríguez
- Mateus Uribe
- Moisés Caicedo
- Pervis Estupiñán
- Ángel Mena
- Félix Torres
- Kaku
- Edison Flores
- Sergio Peña
- Renato Tapia
- Edinson Cavani
- Federico Valverde
- Jhon Chancellor

1 doelpunt
- Álvarez
- Ángel Correa
- Rodrigo De Paul
- Leandro Paredes
- Cristian Romero
- Víctor Ábrego
- Diego Bejarano
- Boris Céspedes
- Marc Enoumba
- Roberto Fernández
- Bruno Miranda
- Rodrigo Ramallo
- Fernando Saucedo
- Ramiro Vaca
- Moisés Villarroel
- Arthur
- Casemiro
- Guimarães
- Rodrygo
- Vinícius
- Mauricio Isla
- Jean Meneses
- Marcelino Núñez
- Juan Cuadrado
- Radamel Falcao
- Jefferson Lerma
- Roger Martínez
- Yerry Mina
- Duván Zapata
- Robert Arboleda
- Xavier Arreaga
- Beder Caicedo
- Jordy Caicedo
- Carlos Gruezo
- Piero Hincapié
- Miguel Almirón
- Gastón Giménez
- Hector David Martínez
- Robert Morales
- Antonio Sanabria
- Luis Advíncula
- Yotún
- Agustín Álvarez
- Rodrigo Bentancur
- Maxi Gómez
- Darwin Núñez
- Gastón Pereiro
- Eduard Bello
- Luis Mago
- Josef Martínez
- Eric Ramírez
- Yeferson Soteldo

1 eigen doelpunt
- José María Carrasco (tegen Brazilië)
- Piero Hincapié (tegen Paraguay)
- Antony Silva (tegen Chili)